# Fritz von Scholz
Friedrich Max Karl von Scholz, detto Fritz (Plzeň, 9 dicembre 1896 – Narva, 28 luglio 1944), è stato un generale austriaco, alto ufficiale delle Waffen-SS.

## Biografia
Nato nel 1896, Fritz von Scholz prestò servizio nella prima guerra mondiale con l'esercito austro-ungarico nel 1914. Congedato dall'esercito nel 1919, Scholz fu membro del Freikorps dal 1921. Si unì quindi alla filiale austriaca del Partito nazista (NSDAP) nel 1932 (n. 1304071), e poi alla SA austriaca. In seguito al suo coinvolgimento nelle violenze di strada, Scholz fuggì nella Germania nazista alla fine del 1933 per evitare l'arresto. Si unì alle SS nel 1937 (n. 135638), prestando servizio presso la Legione SS austriaca.
Scholtz iniziò la seconda guerra mondiale come comandante di battaglione nel reggimento delle SS Der Führer, prendendo parte alla campagna occidentale del 1940 e in seguito prendendo il comando di un reggimento delle SS Nordland, che nel 1941 entrò a far parte della neocostituita 5. SS-Panzer-Division "Wiking". Aggregata all'Heeresgruppe Süd, la divisione prese Tarnopol in Galizia verso la fine di giugno del 1941. All'inizio del 1943, prese il comando della 1ª brigata di fanteria delle SS, parte dell'Heeresgruppe Mitte, poi della 2ª brigata di fanteria delle SS composta principalmente da volontari lettoni, sotto l'Heeresgruppe Nord. Il 20 aprile Scholz fu nominato comandante della nuova divisione SS Nordland. La divisione fu presto trasferita in Croazia dove vide azioni contro i partigiani jugoslavi.
Nel gennaio del 1944, la divisione fu trasferita sul fronte di Oranienbaum vicino a Leningrado e aggregata al III SS-Panzerkorps (germanisches) sotto l'Heeresgruppe Nord. La divisione si ritirò a Narva e partecipò alle battaglie per la testa di ponte di Narva.
Il 12 marzo 1944 Scholz ricevette le foglie di quercia sulla croce di cavaliere della croce di ferro. Alla fine di luglio, con il lancio della sovietica Operazione di Narva, il corpo si ritirò dalla città di Narva e dal fiume omonimo verso la posizione difensiva di Tannenberg a Sinimäe. Il 27 luglio 1944, Scholz fu ferito da una salva di artiglieria e morì il giorno successivo. Gli furono assegnate postume le Spade alla Croce del Cavaliere l'8 agosto 1944.